# Biblia Kulisza
Biblia Kulisza (ukr. Переклад Куліша) – pierwszy pełny przekład Pisma Świętego na język ukraiński. Został opublikowany w roku 1903 w Wiedniu przez Brytyjskie i Zagraniczne Towarzystwo Biblijne. Głównym tłumaczem był ukraiński pisarz Pantełejmon Kulisz.

## Historia
Pierwszą próbę przetłumaczenia pełnego przekładu Biblii na język ukraiński podjęto w połowie XIX wieku w Rosji. Tłumaczenia Nowego Testamentu dokonał Filip Moraczewski. Jednakże przekład ten nie mógł się ukazać w Rosji ze względu na cenzurę. Ukaz Wałujewa z 1863 roku zabraniał wydawania jakichkolwiek dzieł w języku ukraińskim.
Niedługo potem Brytyjskie i Zagraniczne Towarzystwo Biblijne zwróciło się do Pantełejmona Kulisza by podjął się nowego tłumaczenia Biblii na język ukraiński. Nowy Testament wydano w roku 1881 we Lwowie w Galicji, jego redaktorem był Iwan Puluj. Praca nad całością przekładu trwała ponad 20 lat. Jednakże jedyny rękopis Starego Testamentu spłonął w pożarze chutoru Motroniwce należącym do Kulisza.
W roku 1885 Pantełejmon Kulisz rozpoczął tłumaczenie niemal od początku. Zachowały się jedynie fragmenty tłumaczenia przed pożarem publikowane w czasopismach. W roku 1897 pracę nad przekładem przerwała śmierć Kulisza. Wdowa po tłumaczu, Hanna Barwinok, rękopis tłumaczenia przekazała do muzeum w Czernihowie należącym do Wasyla Tarnowskiego (1838–1899). Tarnowski przeświadczony o potrzebie kontynuacji tłumaczenia Biblii zwrócił się do Iwana Neczuja-Łewyckiego by wraz z Iwanem Pulujem (tłumaczem Psałterza) podjął się dokończenia dzieła. Neczuj, który już wcześniej na prośbę Kulisza uczestniczył w redagowaniu tłumaczenia, w ciągu półtora roku przetłumaczył Księgę Rut, Ezdrasza i księgi deuterokanoniczne korzystając z niemieckiego przekładu Biblii. Jednocześnie starał się wiernie trzymać rosyjskiego Przekładu synodalnego z nadzieją, że przekład ukraiński będzie mógł być wydany w Rosji.
Ostateczny przekład był gotowy w 1900 roku jednak Neczuj prosił Puluja o dokonanie poprawek mających na celu ujednolicenie nazw własnych zachowując formy języka potocznego. Stawiał Pulujowi zarzut, że redagując tekst preferował pisownię galicyjską kosztem dialektu wschodniej Ukrainy gdzie tekst przekładu stawał się niejasny.   
W 1903 roku ukraiński przekład Kulisza i Neczuja został opublikowany w Wiedniu przez Brytyjskie i Zagraniczne Towarzystwo Biblijne. Biblia została opublikowana ponownie w roku 1912 (Wiedeń), 1921 i 1930 (Berlin) i 1947 (Nowy Jork, Londyn). Na Ukrainie Biblię Kulisza opublikowano po raz pierwszy dopiero w roku 2000 (Kijów).